# Parabonna
Parabonna is een geslacht van spinnen uit de familie bodemjachtspinnen (Gnaphosidae).

## Soorten
De volgende soorten zijn bij het geslacht ingedeeld:
- Parabonna goffergei Mello-Leitão, 1947